# 박경수 (1938년)
박경수(1938년 12월 28일~2019년 5월 9일)는 대한민국의 정치인이다. 제13·14대 국회의원을 지냈다.

## 역대 선거 결과
|  | 1.43% |

|  | 1.15% |

|  | 50.18% |

|  | 42.91% |